# Poa ullungdoensis
Poa ullungdoensis là một loài thực vật có hoa trong họ Hòa thảo. Loài này được I.C.Chung miêu tả khoa học đầu tiên năm 1955.